# Stephanie Westerfeld
Stephanie "Steffi" Westerfeld (Kansas City, Missouri, 8 de outubro de 1943 – Berg-Kampenhout, Bélgica, 15 de fevereiro de 1961) foi uma patinadora artística americana, que competiu no individual feminino. Ela foi medalhista de prata do campeonato nacional americano em 1961.
Westerfeld morreu no acidente com o voo Sabena 548 nas imediações do Aeroporto de Bruxelas, quando viajava junto com a delegação dos Estados Unidos para disputa do Campeonato Mundial que iria acontecer em Praga, na Tchecoslováquia.

## Principais resultados
| Resultados                    | Resultados        | Resultados       | Resultados | Resultados | Resultados | Resultados | Resultados | Resultados | Resultados | Resultados | Resultados | Resultados | Resultados | Resultados |
| Nacional                      | Nacional          | Nacional         | Nacional   | Nacional   | Nacional   | Nacional   | Nacional   | Nacional   | Nacional   | Nacional   | Nacional   | Nacional   | Nacional   | Nacional   |
| Evento/Temporada              | 1959– 1960        | 1960– 1961       |            |            |            |            |            |            |            |            |            |            |            |            |
| ----------------------------- | ----------------- | ---------------- | ---------- | ---------- | ---------- | ---------- | ---------- | ---------- | ---------- | ---------- | ---------- | ---------- | ---------- | ---------- |
| Campeonato dos Estados Unidos | Medalha de peltre | Medalha de prata |            |            |            |            |            |            |            |            |            |            |            |            |
|                               |                   |                  |            |            |            |            |            |            |            |            |            |            |            |            |